# ノーサー
ノーサー（NORTHER）は、フィンランド出身のメロディックデスメタルバンドである。

## 略歴
1996年に、ペトリ・リンドルースとトニ・ハリオの2名で結成。当時のバンド名は、レクイエム (Requiem)であった。その後、ロニ・コルパスとツォーマスが加わり、4人編成となるが、1997年にツォーマス、1999年に、ロニ・コルパスが脱退する。
2000年初めに、クリスティアン・ランタが加入。その後、セバスチャン・ナイト・エクルースとヨアキム・エクルースが加入。バンド名をノーサー (Norther)に変更。デモCD『Warlord』を作成し、スパインファーム・レコードを契約を結ぶ。しかしその直後、一年も経たない間に、セバスチャンとヨアキムが脱退し、ユッカ・コスキネンとツォーマス・プランマンが加入。
2002年1月に1stシングル『Released』、2月に1stアルバム『Dreams of Endless War』をリリースしデビューを飾る。日本では、同年5月にアヴァロン・レーベルから1stアルバムの日本盤がリリースされ、日本デビューも果たしている。2003年には、2ndシングル『Unleash Hell』と2ndアルバム『Mirror of Madness』をリリース。2004年に3rdシングル『Spreading Death』と3rdアルバム『Death Unlimited』をリリース。さらに同年には、初となる映像作品『Spreading Death』もリリースされている。同DVDには、「Death Unlimited」のミュージックビデオや、そのメイキング映像などが収められた。2005年に1st EP『Solution 7』をリリースするも、オリジナルメンバーのトニ・ハリオが脱退し、ヘイッキ・サーリが加入した。2006年に4thシングル『Scream』と4thアルバム『Till Death Unites Us』をリリース。この後、スパインファーム・レコードから、KHY・スオメン・ムシーッキに移籍。2007年に2nd EP『No Way Back』をリリース。同EP収録曲の「Frozen Angel」が、フィンランドの映画「V2 – Jäätynyt enkeli」に主題歌として採用された。この映画には、バンドがダンテヘル役として出演している。更にKHY・スオメン・ムシーッキを短期間で離脱し、センチュリー・メディア・レコードに移籍した。2008年に5thアルバム『N』をリリース。
2009年3月、フロントマンであるペトリ・リンドルースが脱退し、同年4月に元インペラノンのボーカリスト、アレクシ・シヴォネンが加入した。シヴォネンがボーカル専任であったため、ライブの際のサポートギタリストとして、ネイルダウンのフロントマンのダニエル・フレイベリが加入した。2010年2月24日、ダニエル・フレイベリの正式加入が発表された。
2011年に、6thアルバム『Circle Regenerated』をリリース。
2012年7月24日、解散を発表。8月10日にチェコで開催されるBrutal Assault Festivalを最後に解散。
解散の原因は、メンバーの個々の事情によって、思うようにライヴ活動ができないことであった。2011年のライヴではセッションメンバーを起用することを余儀なくされ、更に多数のライヴのオファーをキャンセルせざるを得なくなったとバンド側は述べている。この状況が、これから先も継続し、改善される見込みも無いことも明らかであるため、解散に踏み切った。解散となってしまったが、バンドメンバー間の関係は良好で、お互いに良い友人である。
解散後、ユッカ・コスキネンはウィンターサンとアンベリアン・ドーン、アレクシ・シヴォネンはメディケイテッドとASXX、ダニエル・フレイベリとヘイッキ・サーリはネイルダウンでミュージシャンとして活動を続けていく。また、クリスティアン・ランタは、ソロ・プロジェクトを立ち上げて活動する。

## メンバー

### 解散時のメンバー
- アレクシ・シヴォネン (Aleksi Sihvonen) - リードボーカル (2009 - 2012)

インペラノン、メディケイテッド、ASXXでも活動。
- クリスティアン・ランタ (Kristian Ranta) - ギター、クリーンボーカル (2000 - 2012)

EP『Solution 7』(2005年)から、クリーンボーカルを兼任。
- ヘイッキ・サーリ (Heikki Saari) - ドラムス (2005 - 2012)

ヴァーチュオシティ、ネイルダウン、フィントロールでも活動。
- ユッカ・コスキネン (Jukka Koskinen) - ベース (2000 - 2012)

ウィンターサン、ネイルダウン、アンベリアン・ドーン、ケインズ・オファリングでも活動。
- ツォーマス・プランマン (Tuomas Planman) - キーボード、シンセサイザー、プログラミング (2000 - 2012)
- ダニエル・フレイベリ (Daniel Freyberg) - ギター (2010 - 2012)

ネイルダウンで、ボーカル兼ギターとして活動。2009年からライヴ時のサポートメンバーとして加入したが、2010年より正式加入となった。
2016年より、チルドレン・オブ・ボドムに加入。同バンドの解散後は、ボドム・アフター・ミッドナイトで活動。

### 元メンバー
- ペトリ・リンドルース (Petri Lindroos) - ボーカル、ギター (1996 - 2009)

エンシフェルムで活動。
- トニ・ハリオ (Toni Hallio) - ドラムス (1996 - 2005)
- ツォーマス (Tuomas) - ベース (1996 - 1997)
- ロニ・コルパス (Roni Korpas) - ギター (1996 - 1999)
- セバスチャン・ナイト・エクルース (Sebastian 'Knight' Ekroos) - キーボード (2000)
- ヨアキム・エクルース (Joakim Ekroos) - ベース (2000)

セバスチャンとヨアキムは兄弟

### セッション・メンバー
- トミ・ルオマ (Tomi Luoma) - ギター (2011)[4]

クリスティアン・ランタの代わりにいくつかのライヴに参加。
Kill The Romance、Tuoniで活動。

## ディスコグラフィ
- 2002年 Released (Single)
- 2002年 Dreams of Endless War
- 2003年 Unleash Hell (Single)
- 2003年 Mirror of Madness
- 2004年 Spreading Death (Single)
- 2004年 Death Unlimited
- 2004年 Spreading Death (DVD Single)
- 2005年 Solution 7 (EP)
- 2006年 Scream (Single)
- 2006年 Till Death Unites Us
- 2007年 No Way Back (EP)
- 2008年 N
- 2010年 Break Myself Away (Digital Single)
- 2011年 Circle Regenerated